# Fred Rutten
Fred Rutten, punim imenom Fredericus Jacobus Rutten (Wijchen, Gelderland, 5. prosinca 1962.) nizozemski je nogometni trener i bivši nogometaš. Vodio je nekoliko nizozemskih i jedan njemački klub, Schalke. 
Cijelu svoju igračku karijeru je proveo u Twenteu. U Twenteu je poslije kao trener bio pomoćni trener, glavni trener i tehnički direktor. U PSV-u je kao trener vodio podmladak i bio je pomoćni trener. U ljeto 2008. je postao glavni trener njemačkog prvoligaša Schalkea 04.
26. ožujka 2009. su ga otpustili s mjesta trenera u Schalkeu,  17. travnja 2009. potpisao je trenerski ugovor s PSV-om za sezonu 2009./10. Nakon što su počela natjecanja u sezoni 2009./10., Rutten nije izgubio 39 uzastopnih utakmica.[nedostaje izvor]

### Trenerska karijera
| Sastav     | Savez | Od                | Do               | Rezultati | Rezultati | Rezultati | Rezultati | Rezultati |
| Sastav     | Savez | Od                | Do               | Ut        | Pob       | Ner       | Por       | % pobjeda |
| ---------- | ----- | ----------------- | ---------------- | --------- | --------- | --------- | --------- | --------- |
| Twente     |       | 2006.             | 2008.            | 68        | 36        | 20        | 12        | 52,94     |
| Schalke 04 |       | 23. travnja 2008. | 26. ožujka 2009. | 24        | 10        | 07        | 08        | 41,67     |
| PSV        |       | 1. srpnja 2009.   | danas            | 72        | 51        | 15        | 06        | 70,83     |

## Uspjesi
- 2008.: nagrada Rinus Michels, za trenera godine u profesionalnom nogometu[3]